# Sainte-Louise
| Paroisse de Sainte-Louise     |                             |
| Coordenadas: 47°17' N 70°08'W |                             |
| Província                     | Quebec                      |
| Região administrativa         | Chaudière-Appalaches        |
| Incorporado em                | 11 de dezembro 1860         |
| Prefeito                      | Mireille Forget (2005-2009) |
|                               |                             |
| Área                          |                             |
| - Cidade                      | 73 km², 28,2 mi²            |
| Fuso horário                  | UTC -5                      |
| População (2006)              |                             |
| - Cidade                      | 721                         |
| - Densidade                   | 10 hab/km², 26 hab/mi²      |

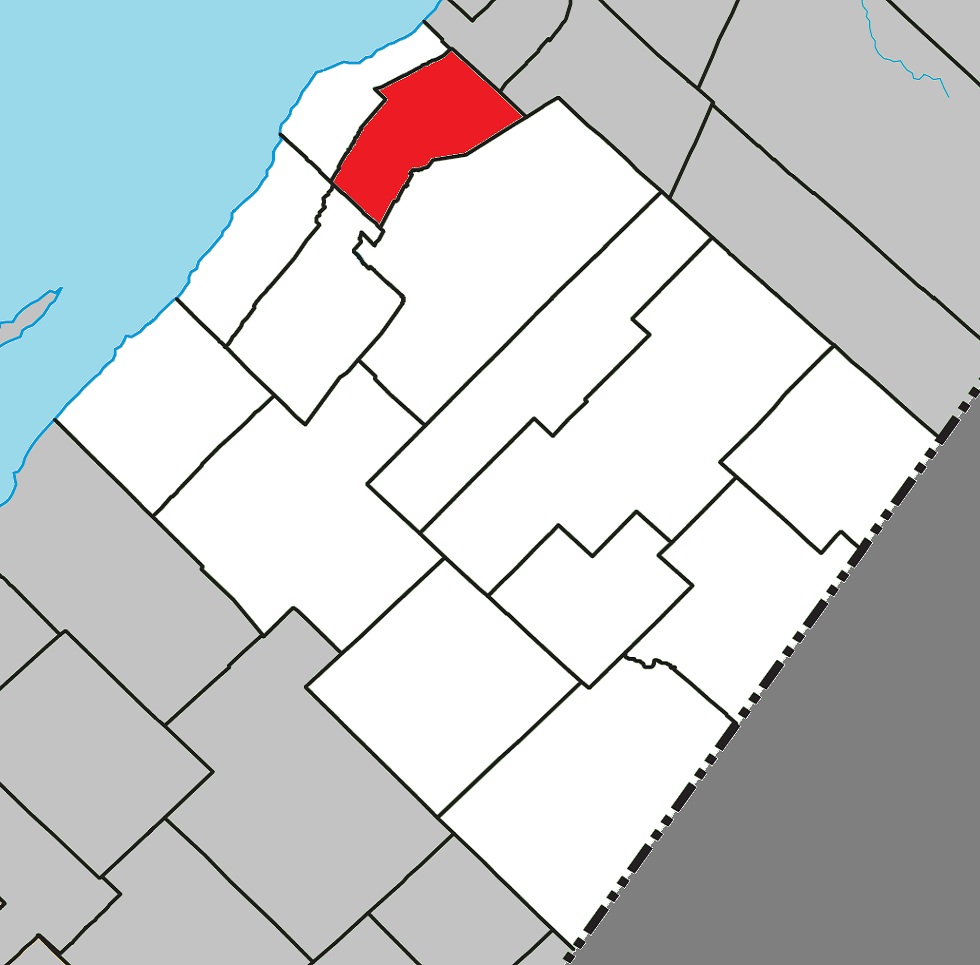
Localização de Sainte-Louise, Quebec, no município de L'Islet Regional County.

Sainte-Louise é uma freguesias canadense do Regionalidade Municipal de L'Islet, Quebec, localizado na região administrativa de Chaudière-Appalaches. Em sua área de pouco mais de setenta e três quilómetros quadrados, habitam cerca de setecentas pessoas. É nomeada em homenagem a Luísa de Marillac.
Há uma bela pequena freguesia de cerca de 700 residentes perto da costa de São Lourenço. Pequena vila agrícola tranquila e calma, onde pode-se encontrar um canto especialmente encantador: a Cidade Alta, bairro que abriga casas de mais de um século. Sainte-Louise tem dois particularmente agradáveis festivais de Verão: o de motocross e o de père Zim, em agosto.